# آرتم آساطریان
آرتم جانیکی آساطریان (ارمنی: Արտեմ Ջանիկի Ասատրյան؛ زادهٔ ۲۳ مهٔ ۱۹۷۲) سیاست‌مدار اهل ارمنستان است که از تاریخ ۱۶ ژوئن ۲۰۱۲ تا تاریخ ۱۲ آوریل ۲۰۱۸ در دولت تیگران سارگسیان، دولت هوویک آبراهامیان، دولت کارن کاراپتیان و دولت دوم سرژ سارگسیان سمت وزیر کار و تأمین اجتماعی ارمنستان را برعهده داشت.

## زندگی‌نامه
در ۲۳ مهٔ ۱۹۷۲ در ایروان به دنیا آمد و از دانشگاه دولتی اقتصاد ارمنستان فارغ‌التحصیل شد. وی همچنین برنده نشان آنانیا شیراکاتسی شده است.